# Miguel Sanabria
Miguel Sanabria (Luque, 11 novembre 1964) è un ex calciatore paraguaiano, di ruolo attaccante.